# Kanton Rosheim

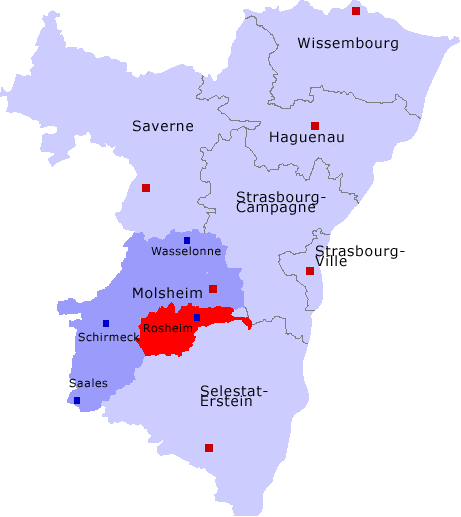
Lage des Kantons Rosheim im Arrondissement Molsheim und im Département Bas-Rhin

Der Kanton Rosheim war bis 2015 ein französischer Wahlkreis im Arrondissement Molsheim, im Département Bas-Rhin und in der Region Elsass.

## Geschichte
Der Kanton wurde am 4. März 1790 im Zuge der Einrichtung der Départements als Teil des damaligen „Distrikts Schlettstadt“ gegründet.
Mit der Gründung der Arrondissements am 17. Februar 1800 wurde der Kanton als Teil des damaligen Arrondissements Barr (ab 10. Februar 1806 Schlettstadt) neu zugeschnitten.
Von 1871 bis 1919 gab es keine weitere Untergliederung des damaligen „Kreises Molsheim“.
Am 28. Juni 1919 wurde der Kanton Teil des neu gegründeten Arrondissements Molsheim.
Am 22. März 2015 wurde der Kanton aufgelöst. Alle Gemeinden gehören jetzt zum Kanton Molsheim.

## Bevölkerungsentwicklung der Gemeinden
| INSEE-Code / Gemeindename     | Volkszählungsergebnisse | Volkszählungsergebnisse | Volkszählungsergebnisse | Volkszählungsergebnisse | Volkszählungsergebnisse | Volkszählungsergebnisse |
| INSEE-Code / Gemeindename     | 1968                    | 1975                    | 1982                    | 1990                    | 1999                    | 2009                    |
| 67045 Bischoffsheim           | 1495                    | 1819                    | 2075                    | 2176                    | 2768                    | 3264                    |
| 61662 Bœrsch                  | 1154                    | 1407                    | 1663                    | 1892                    | 2106                    | 2408                    |
| 67167 Grendelbruch            | 1062                    | 1004                    | 953                     | 918                     | 1126                    | 1249                    |
| 67172 Griesheim-près-Molsheim | 802                     | 1094                    | 1309                    | 1503                    | 1721                    | 1996                    |
| 67299 Mollkirch               | 428                     | 451                     | 451                     | 552                     | 765                     | 955                     |
| 67368 Ottrott                 | 1074                    | 1115                    | 1303                    | 1501                    | 1513                    | 1655                    |
| 67410 Rosenwiller             | 493                     | 484                     | 529                     | 533                     | 618                     | 671                     |
| 67111 Rosheim                 | 3291                    | 3499                    | 3766                    | 4016                    | 4539                    | 4803                    |
| 67428 Saint-Nabor             | 235                     | 246                     | 351                     | 434                     | 479                     | 469                     |
| Kanton insgesamt              | 10.034                  | 11.119                  | 12.400                  | 15.325                  | 15.635                  | 17.470                  |